# Оберзимтен
Оберзимтен (њем. Obersimten) општина је у њемачкој савезној држави Рајна-Палатинат. Једно је од 84 општинска средишта округа Југозападни Палатинат. Према процјени из 2010. у општини је живјело 653 становника. Посједује регионалну шифру (AGS) 7340036.

## Географски и демографски подаци
Оберзимтен се налази у савезној држави Рајна-Палатинат у округу Југозападни Палатинат. Општина се налази на надморској висини од 410 метара. Површина општине износи 2,3 km². У самом мјесту је, према процјени из 2010. године, живјело 653 становника. Просјечна густина становништва износи 289 становника/km².